# Symplectoscyphus aggregatus
Symplectoscyphus aggregatus is een hydroïdpoliep uit de familie Sertulariidae. De poliep komt uit het geslacht Symplectoscyphus. Symplectoscyphus aggregatus werd in 1917 voor het eerst wetenschappelijk beschreven door Jäderholm. 